# Malcolm Bulner
Malcolm Bulner (ur. 9 lipca 1944) – lankijski bokser, olimpijczyk.
Startował w wadze półśredniej na Letnich Igrzyskach Olimpijskich 1964 (Tokio). W pierwszej fazie zawodów zmierzył się z Czechosłowakiem Bohumilem Nêmečkiem. Cejlończyk przegrał jednak jednogłośnie na punkty.
Uczestniczył również w Igrzyskach Imperium Brytyjskiego i Wspólnoty Brytyjskiej 1962, na których startował w wadze lekkiej. Był jednym z 12 zawodników biorących udział, jednak medalu na tych zawodach nie zdobył.